# Varpaisjärvi
Varpaisjärvi este o fostă comună din Finlanda.